# Morpeth
Morpeth es una ciudad histórica comercial, capital del condado de Northumberland, Inglaterra. Según el censo del año 2011 tenía una población de 14 018 habitantes.

## Historia
El nombre del lugar se registra en Assize Rolls of Northumberland de 1256 como "Morthpath" y deriva del antiguo inglés pre-siglo VII compuesto "Morthpaeth". El significado es incierto; se ha sugerido 'camino de mora' en referencia a su posición histórica en la carretera principal desde Inglaterra a Escocia, mientras que las marismas alrededor del moderno Parque de Carlisle se han sugerido como el 'páramo' en cuestión. Sin embargo, existe una tradición local que sostiene que el nombre de hecho corresponde al "camino del asesinato", aunque las fuentes lo han sugerido como "fantasioso".